# Надолиці-Великі
Надолиці-Великі (пол. Nadolice Wielkie) — село в Польщі, у гміні Черниця Вроцлавського повіту Нижньосілезького воєводства.
Населення — 955 осіб (2011).
У 1975-1998 роках село належало до Вроцлавського воєводства.

## Демографія
Демографічна структура станом на 31 березня 2011 року:
|          | Загалом | Допрацездатний вік | Працездатний вік | Постпрацездатний вік |
| -------- | ------- | ------------------ | ---------------- | -------------------- |
| Чоловіки | 489     | 124                | 331              | 34                   |
| Жінки    | 466     | 101                | 290              | 75                   |
| Разом    | 955     | 225                | 621              | 109                  |